# Lago María Teresa
El lago María Teresa es un cuerpo de agua superficial ubicado en la isla Hanover de la Región de Magallanes de Chile.

## Ubicación y descripción
El lago se encuentra al oeste del cruce de los canales Inocentes, Esteban y el fiordo Peel.

## Historia
Luis Risopatrón la describe en su Diccionario Jeográfico de Chile (1924):: 314 
María Teresa (Lago) 50° 51' 74° 23'. Tiene unos 200 m de largo i se encuentra en el fondo de la caleta Latitud, del canal de San Esteban. 1, VI, carta 18.